# Bousso
Bousso (àrab: بوسو, Būsū) és una ciutat de la regió de Chari-Baguirmi, al Txad. La ciutat es comunica amb l'exterior per l'aeroport de Bousso.

## Demografia
|      | Població |
| ---- | -------- |
| 1993 | 9 981    |
| 2009 | 11 710   |